# Großer Blaupfeil
Der Große Blaupfeil (Orthetrum cancellatum) ist die größte Libellenart der Gattung Orthetrum aus der Familie der Segellibellen (Libellulidae). Er ist mit Ausnahme von Nordrussland, dem Norden Großbritanniens und Skandinaviens im größten Teil der Paläarktis verbreitet. Ostwärts reicht sein Areal bis nach Kaschmir und in die Mongolei. Der wissenschaftliche Artname kann mit „gegittert“ übersetzt werden. Dies rührt von der Musterung des Hinterleibes der Weibchen und der unreifen Männchen her.

## Merkmale

### Bau der Imago

Anatomie und äußere Merkmale

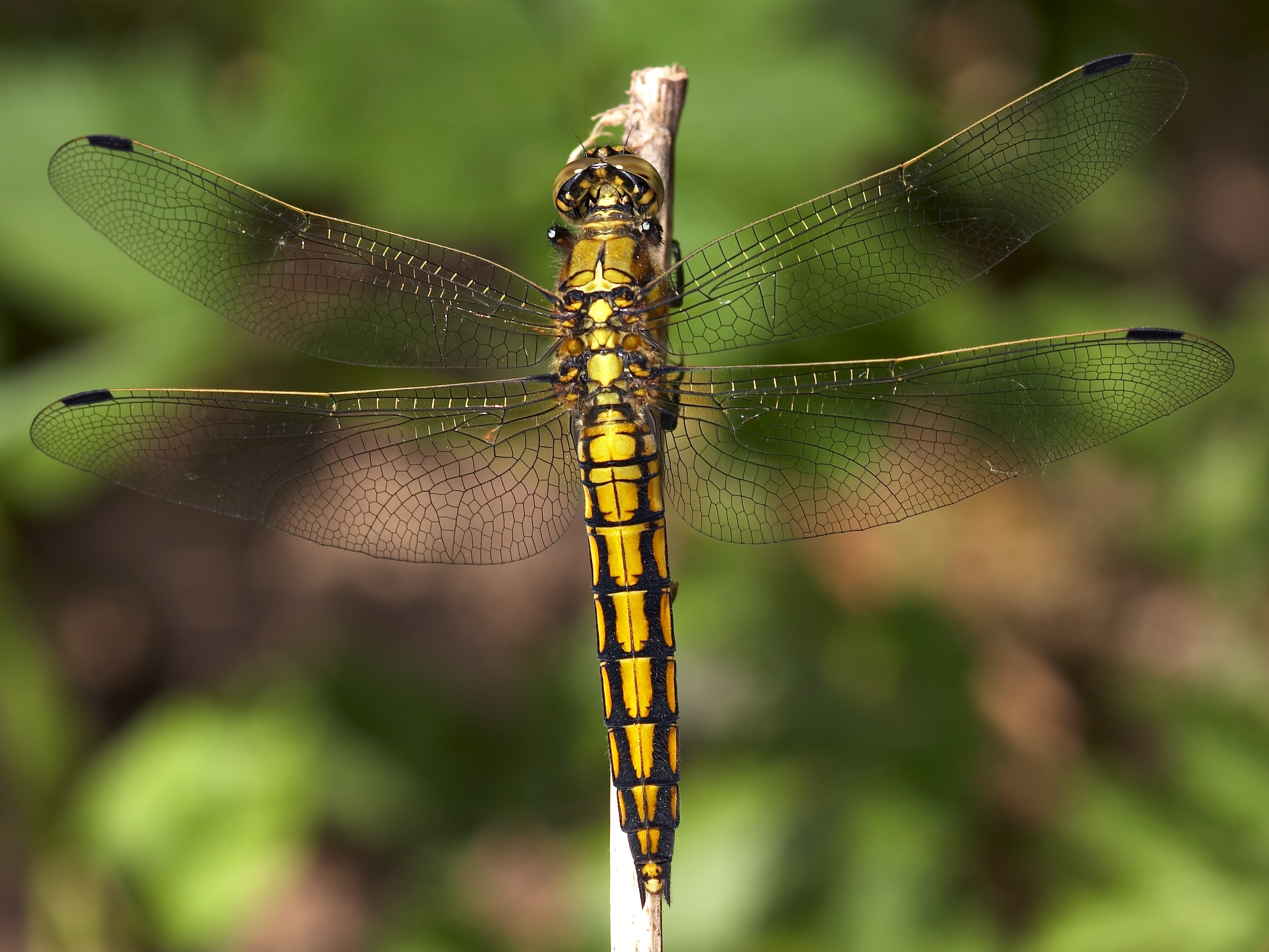
Jüngeres weibliches Tier

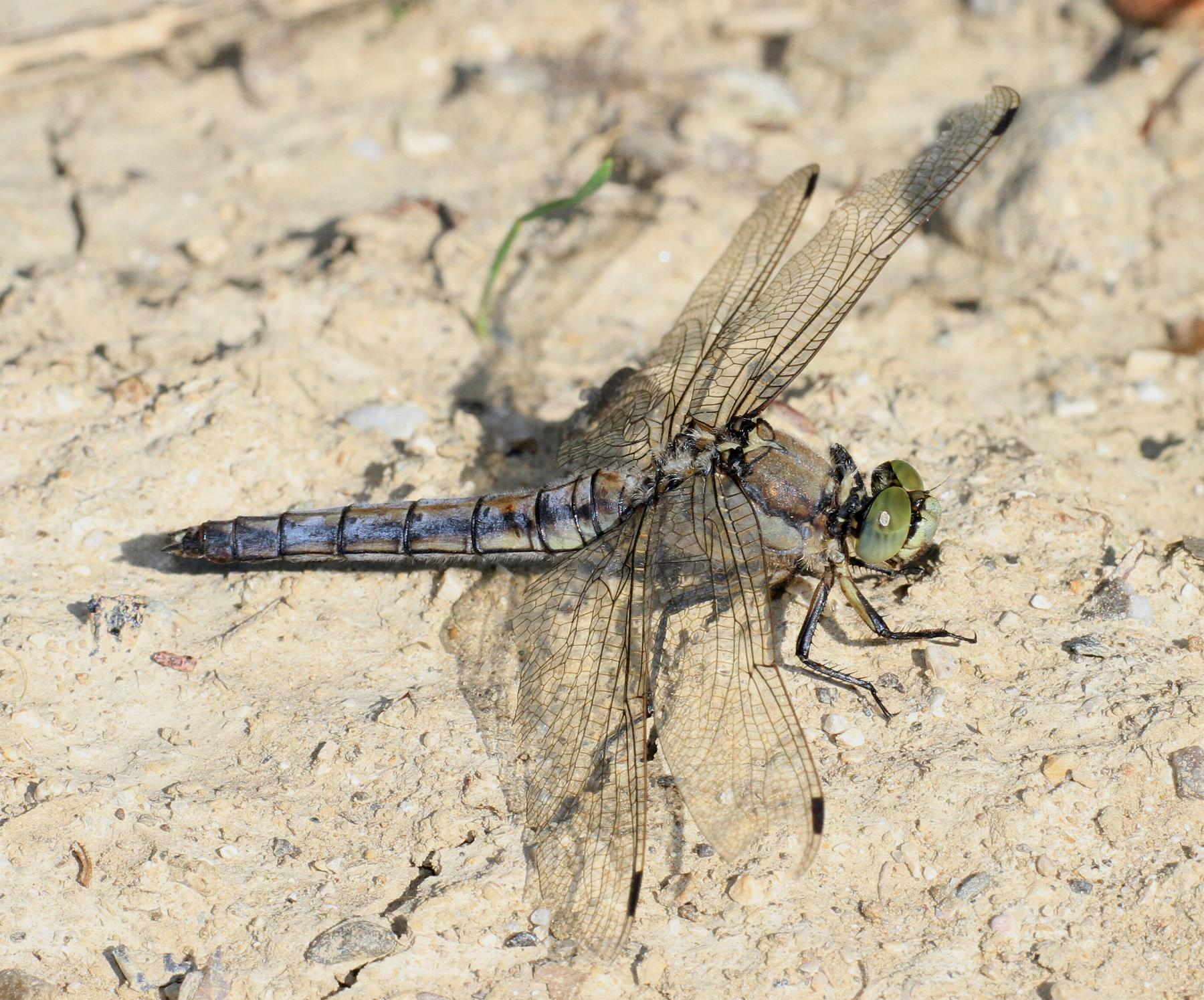
Bei sehr alten Weibchen kann sich ebenfalls eine leichte blaue Wachsbereifung zeigen

Während Weibchen und Männchen direkt nach dem Schlüpfen noch nahezu gleich blass-gräulichgrün aussehen, färben sich die Weibchen dann gelb mit schwarzem Gittermuster und mit dem Alter schließlich braun bis dunkelolivgrün. Die juvenilen Männchen gleichen noch den jungen – gelb-schwarzen – Weibchen, während sie als geschlechtsreife Tiere am Abdomen eine mattblaue Wachsbereifung entwickeln. Ihr Thorax ist dann dunkelbraun, die Hinterleibsspitze ebenfalls dunkel. Die Körperlänge reicht von 44 bis 50 Millimeter. Die Hinterflügel werden bei den Männchen 35 bis 40 Millimeter lang; bei den Weibchen sind sie mit 35 bis 41 Millimetern höchstens unmerklich länger. Zur Unterscheidung von ähnlichen Arten ist bei den Männchen unter anderem auf die Ausdehnung und Intensität der Blaubereifung am Körper und die grüne Farbe der Komplexaugen (siehe andere Blaupfeile) bzw. auf das Fehlen von dunklen Dreiecksflecken an der Basis der Hinterflügel (vergleiche dagegen Plattbauch, Spitzenfleck) zu achten.

### Bau der Larve

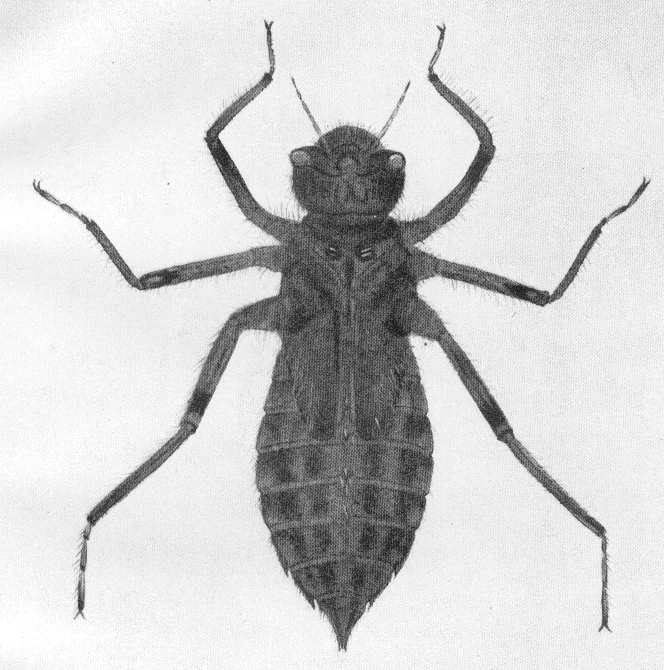
Zeichnung einer Larve

Die Larve des Großen Blaupfeils ist sepiafarben und behaart. Die Haare kleben allerdings meist durch den Schmutz zusammen. Sie erreicht eine Länge von 25,5 Millimetern und eine Breite von acht Millimetern am sechsten Segment. Der Kopf ist mit fünfeinhalb Millimetern Breite eher klein. Die Ocellen werden von einer Verkrustung überdeckt. Die Augen sind rund und an der Vorderkante des Kopfes angeordnet. Die Antenne besteht aus sieben Segmenten, von denen die ersten beiden gedrückt, das folgende länger, die wiederum nächsten zwei kurz und die letzten beiden wieder länger sind.
Das Labium ist relativ kurz und breit. Es erreicht geschlossen fünfeinhalb Millimeter Länge und vier Millimeter Breite. Die Palpi sind dreieckig und konkav sowie mit jeweils sieben Borsten besetzt. Das vordere und mittlere Beinpaar ist jeweils elf Millimeter lang, das hintere 18 Millimeter. Die dickste Stelle des Abdomens ist am sechsten oder siebten Segment angeordnet. Die Länge der einzelnen Segmente ist ungefähr gleich, nur Segment zehn ist viel kleiner. Auf den Segmenten drei bis sechs befinden sich umgeben von längeren Härchen Dorsaldornen, wobei jener auf dem dritten Segment klein ist. Lateraldornen befinden sich auf dem achten und neunten Segment.

## Verbreitung und Habitat
Der Große Blaupfeil ist europäisch-westasiatisch verbreitet und besiedelt unter anderem den größten Teil Europas. In Skandinavien sowie in England ist er allerdings jeweils auf den Süden beschränkt.
Die Art bevorzugt offene, sonnexponierte Wasserflächen und Uferzonen. Ein lockerer Bewuchs mit Schilf oder Binsen kommt auch des Öfteren vor. Man findet sie beispielsweise an Seen, in Kiesgruben und an Fischteichen. Gerne setzen sich die Imagines zum Sonnenbaden auf steinigen oder sandigen Untergrund. Die Emergenz (Schlupf der Libellen) beginnt in tieferen Lagen meist in der zweiten Maihälfte und hat ihren Höhepunkt im Juni. Die Hauptflugzeit liegt im Juli und Anfang August; die letzten Tiere können noch im September, vereinzelt auch im Oktober angetroffen werden.

## Wissenschaftliche Beschreibungen

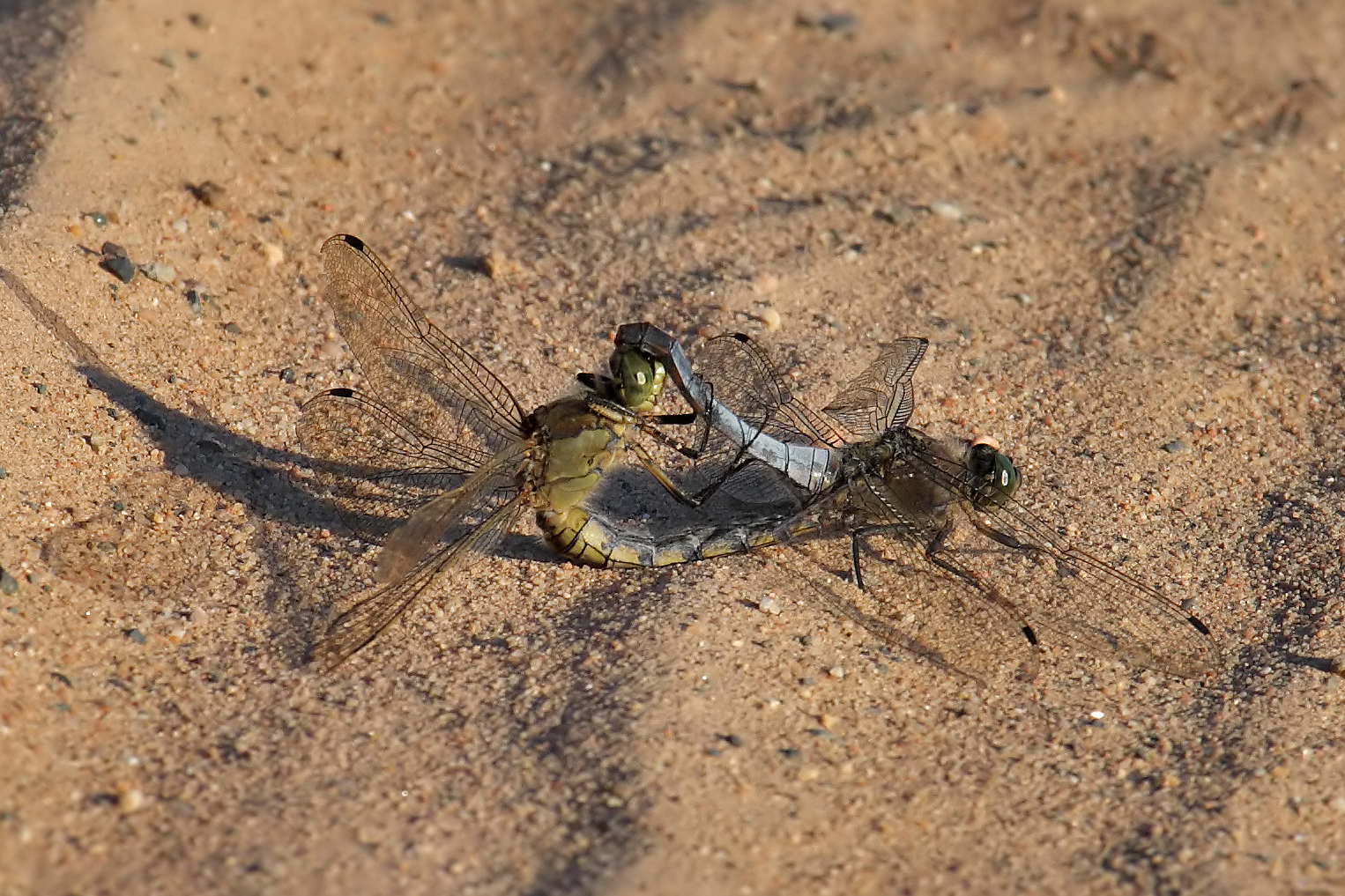
Paarung

Zuerst beschrieb 1758 Linnaeus das Tier als Libellula cancellata. Der männliche Holotyp stammte aus Schweden und befindet sich heute im Natural History Museum in London. Als Nächstes beschrieb Müller im Jahre 1764 das Tier als Libellula frumenti. 1878 verwendete Buchecker ein Männchen, das sich heute im Museum in Zürich befindet, als Typusart der Gattung Hydronymphia. Er beschrieb es unter dem Namen Tier Hydronymphia helvetica. Zwölf Jahre später stellte Kirby die Art in die Gattung Orthetrum in der sie heute noch geführt wird. Im gleichen Zuge synonymisierte er auch Müllers und Bucheckers Beschreibung. 1909 stellte Ris seine 1897 erstmals beschriebene Orthetrum kraepelini als Unterart O. cancellatum kraepelini neben O. cancellatum cancellatum. Das Männchen aus Zentralasien befindet sich heute in Hamburg. Die dritte Unterart, O. cancellatum orientale, fügte Belyshev 1958 mit der Beschreibung eines Männchens aus der Mongolei hinzu. Das der Beschreibung zu Grunde liegende Tier befindet sich im Museum der Akademie der Wissenschaften St. Petersburg.